# Madame d’Ora

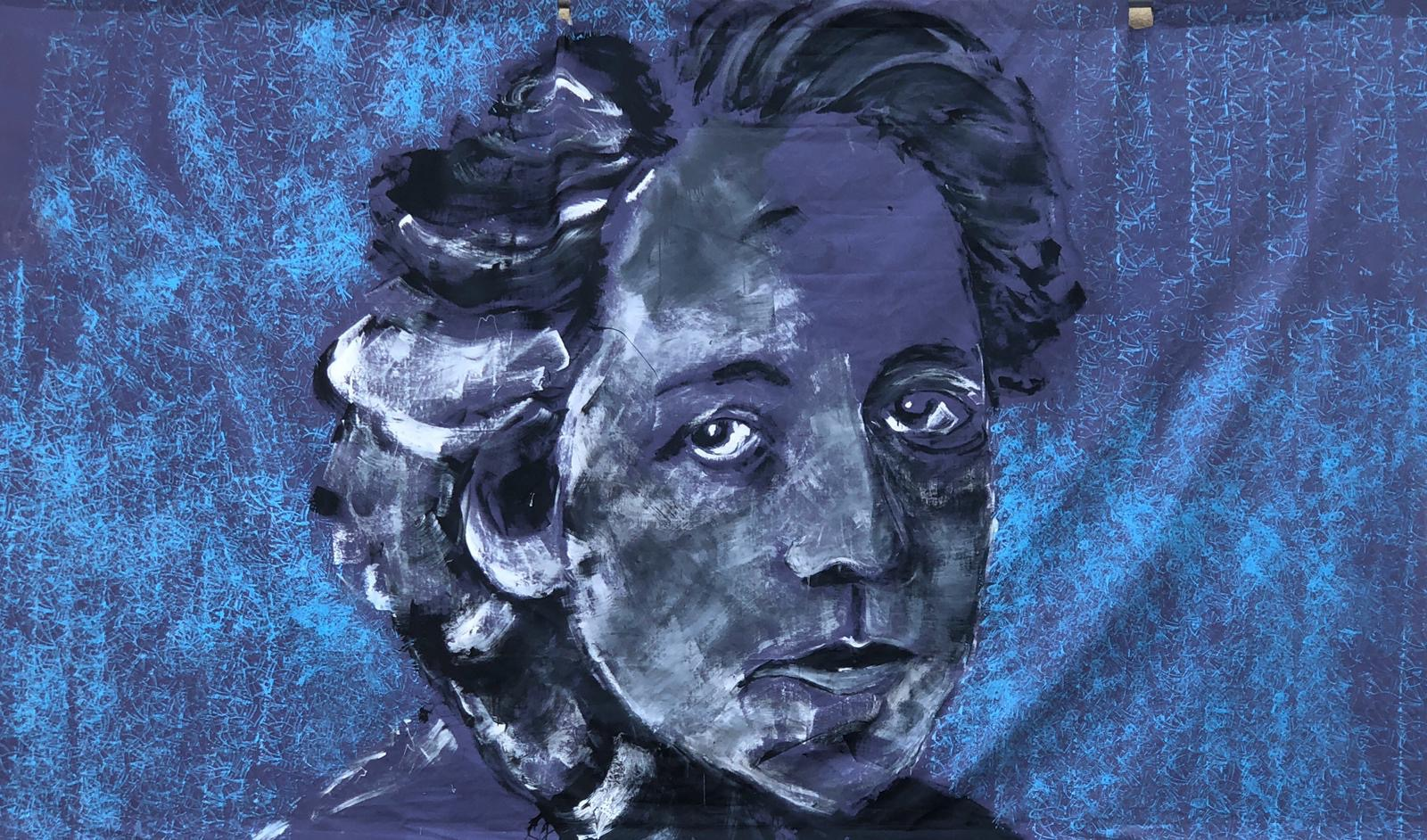
Bildnis von Dora Kallmus (Oskar Stocker).

Madame d’Ora (Künstlername ab 1907) oder Dora Kallmus (eigentlich Dora Philippine Kallmus; geboren am 20. März 1881 in Wien, Österreich-Ungarn; gestorben am 30. Oktober 1963 in Frohnleiten/Steiermark) war eine österreichische Fotografin.

## Leben
Dora Kallmus entstammte einer bürgerlichen, jüdischen Familie. Sie war die Tochter von Dr. Philipp Kallmus (1842–1918), einem Wiener Hof- und Gerichts-Advokaten, und Malvine Sonnenberg (1853–1892). Die Familie des Vaters stammte aus Prag, die der Mutter aus Krapina in Kroatien. Nachdem ihre Mutter bereits mit 39 Jahren gestorben war, wurden Dora und ihre Schwester Anna Malvine (1878–1941) von der Großmutter väterlicherseits erzogen.
Frauen im Fotografenberuf waren um die Jahrhundertwende eine ausgesprochene Seltenheit, weshalb es schwierig war eine Ausbildung als Fotografin zu erhalten. Kallmus konnte bei Besuchen im Atelier des Fotografen Hans Makart junior Erfahrung sammeln und erhielt als erste Frau Zutritt zu den Theoriekursen der Wiener Graphischen Lehr- und Versuchsanstalt, konnte jedoch nicht an deren Praxisseminaren teilnehmen. Ab 1906 nahm sie in Berlin Fotografie- und Retuscheunterricht bei Nicola Perscheid und eröffnete 1907 bereits unter ihrem Künstlernamen Madame d’Ora das Fotostudio d’Ora im ersten Wiener Bezirk zusammen mit Arthur Benda. Mit einem kommerziellen Porträtatelier in prominenter Lage machte sie sich einen Namen vor allem mit Porträtaufnahmen der Wiener Gesellschaft sowie der Künstler- und Intellektuellenszene, so etwa von Alma Mahler-Werfel, dem Kulturkritiker Hermann Bahr und Karl Kraus, dem Schriftstellern Arthur Schnitzler, der Primaballerina Anna Pawlowa, dem Maler Gustav Klimt, der Designerin Emilie Flöge, der Opernsängerin Marie Gutheil-Schoder, dem Musiker Pau Casals, der Schriftstellerin Berta Zuckerkandl-Szeps und die skandalumwitterte Nackttänzerin Anita Berber.
Im Jahr 1916 fotografierte sie die Krönung von Karl I. zum König von Ungarn und stellte eine Porträtserie der gesamten kaiserlichen Familie her. Mit zunehmendem in- und ausländischem Erfolg war sie ab 1917 auch als Modefotografin tätig. Es bestanden enge Kontakte zur Modeabteilung der Wiener Werkstätte.
Für viele Fotografinnen der nächsten Generation, die in den 1920er Jahren in größerer Zahl den Beruf ergriffen, war Madame d'Ora ein Vorbild.
1925 eröffnete sie ein eigenes Fotoatelier in Paris und siedelte 1927 nach Paris über. Das Wiener Atelier leitete zunächst Arthur Benda, der ab 1922 Teilhaber war. Madame d’Ora gab das Atelier d’Ora 1927 endgültig an ihn ab, der es unter dem Namen d’Ora BENDA weiterführte.
In Paris baute sie ihren Ruhm als Gesellschafts- und Künstlerfotografin aus und wurde die Hauptfotografin des Schauspielers und Sängers Maurice Chevalier. Sie fertigte Aufnahmen von Josephine Baker, Tamara de Lempicka, Fritzi Massary, Marlene Dietrich und Coco Chanel.
Seit Mitte der 1910er Jahre arbeitete sie als eine der ersten Modefotografen Wiens für den sich rasant entwickelnden Markt der Illustrierten. Ihre Porträts der Damen der höheren Gesellschaft und glamourösen Schauspielerinnen erschienen in Sport und Salon, (Wien, ab 1910), Die Dame (Berlin, ab 1916), in der Kulturzeitschrift Uhu (Berlin, ab 1924), Das Magazin (ab 1925). Die Porträtierten sind Rollenmodelle und prägen das neue Bild der Frau mit Bubikopf, Zigarette und seidenbestrumpften Bein, das in den gerade erfundenen, gehobenen Lifestyle-Magazinen entworfen wird. Modefotografien entstanden im Auftrag der Modehäuser wie etwa Zwieback und Decrole (Wien), für die Schwestern Flöge und die Wiener Werkstätten und ab 1925 für die großen Pariser Modehäuser wie Rochas, Patou, Lanvin und Chanel und Madame Agnès und Officiel de la Couture et de la Mode (Paris, ab 1923).
Während ihrer Zeit in Wien stand sie auch in regem Austausch mit dem Fotografen Franz Xaver Setzer, der sein Fotoatelier seit 1911 im 7. Bezirk in Wien betrieb. Wechselseitige Aufnahmen, die die beiden voneinander anfertigten, belegen diese Verbindung.
Der Beginn des Zweiten Weltkriegs bedeutete zunächst auch das Ende der Gesellschaftsfotografin Madame d’Ora. Schon ab 1935 wurden ihre Bilder deutlich weniger gedruckt. Beim Einmarsch der deutschen Truppen 1940 musste sie ihr Pariser Atelier überstürzt verlassen und hielt sich als Flüchtling in Südfrankreich in einem Kloster und einem Bauernhof in der Ardèche versteckt. Ihre Schwester, mit der sie in Paris zusammengelebt hatte, wurde ins KZ Auschwitz deportiert und, ebenso wie zahlreiche andere Verwandte, ermordet.
Madame d’Ora kehrte 1946 nach Österreich zurück und fotografierte Flüchtlingslager und das zerstörte Wien. In der Nachkriegszeit fand Madame d’Ora keinen Anschluss mehr an die Modefotografie. Sie fand teilweise zu ihrer Tätigkeit als Gesellschaftsfotografin zurück und schuf Porträts von Somerset Maugham, Yehudi Menuhin und Marc Chagall.
Die wohl verstörendste Serie schuf sie zwischen 1949 und zwischen 1956 und 1957. Sie fotografierte Tierkadaver im Abattoir Ivry Les Halles und im Abattoir Rue Brancion, den Schlachthöfen von Paris. Ihre Bilder zeigen die schonungslose und brutale Praxis des industriellen Schlachtens, zum Beispiel Pferde-Embryos in einer Mülltonne, geschlachtete Hasen und gehäutete Lämmer. In den beiden Phasen fotografierte sie sowohl in Schwarzweiß als auch in Farbe. Es finden sich surrealistische Inszenierungen aber auch fragmentarische Details, die die Texturen der tierlichen Überreste in engen Bildausschnitten ins Bild fassen. 1958 findet unter dem Titel Portraits et recherches ou 60 ans d’art photographique d’Oras letzte Einzelausstellung in der Galerie Montaigne in Paris statt, zu der Jean Cocteau die Eröffnungsrede hielt, in der er die Serie als Reaktion auf die Gräuel des Krieges versteht.
Infolge eines Autounfalls 1959 verlor Madame d’Ora ihr Gedächtnis. 1962 übersiedelte sie nach Frohnleiten in das ehemals gemeinsam mit ihrer Schwester bewohnte und 1948 restituierte Haus Doranna, wo sie am 30. Oktober 1963 starb und zunächst auf dem Ortsfriedhof beigesetzt wurde. Das Grab wurde später aufgelöst und das Grabmonument entfernt, der Leichnam war in dem dann wieder vergebenen Grab dennoch verblieben.
Über Interventionen des Präsidenten der Jüdischen Gemeinde Graz, Elie Rosen, wurden die sterblichen Überreste von Dora Kallmus am 24. Oktober 2019 in Frohnleiten exhumiert und auf den Jüdischen Friedhof Graz überführt, auf dem sie am selben Tage in einem Ehrengrab wieder beigesetzt wurden. Allerdings war Kallmus bereits am 4. Juni 1919 evangelisch getauft worden, wie das Pfarrbuch der Pfarrgemeinde Wien-Innere Stadt belegt.

## Werk
Madame d’Ora machte sich als Fotografin mit Porträts einen Namen. Sie fotografierte die Künstler ihrer Zeit, von Gustav Klimt zu Pablo Picasso. Als Zeitzeugin verbindet sie Horror und Glamour des 20. Jahrhunderts. Durch den Zweiten Weltkrieg veränderte sich ihr Werk. Sie fotografierte Schlachthöfe und Flüchtlingslager.

## Nachlass
Insgesamt entstanden zwischen 1907 und 1927 rund 90.000 Aufnahmen. Willem Grütter, ein Fotosammler, mit dem d’Ora seit den frühen 50er-Jahren engen Kontakt hielt, übernahm den fotografischen und schriftlichen Nachlass d’Oras. Heute befindet sich der Großteil des Nachlasses im Museum für Kunst und Gewerbe Hamburg. Neben 1.270 Original-Abzügen umfasst er rund 1.000 Negative und 500 Kontaktbögen sowie einen Teil des Schriftwechsels und das Kundenbuch ihres Ateliers. Weitere Papiere verwahrt das Preus Museum in Horten Norwegen sowie das Oberösterreichische Landesmuseum in Linz mit rund 380 Aufnahmen. Der Großteil stammt aus der ehemaligen Privatsammlung von Hans Frank (dieser übernahm den Teilnachlasses von Arthur Benda) und umfasst Arbeiten aus der Frühzeit des Schaffens der Fotografin in Wien. Durch Neuankäufe seit 2020 konnten die Bestände punktuell auch durch Arbeiten aus der Pariser Zeit der Fotografin ergänzt werden (d’Ora Paris). Das Bildarchiv der Österreichischen Nationalbibliothek (Bildarchiv und Theatersammlung) und die Albertina Wien besitzen ebenfalls Werke von ihr.

## Ausstellungen
- 1958: Portraits et recherches ou 60 ans d’art photographique, Galerie Montaigne, Paris[12]
- 1971: Madame d’Ora, Paris. Aus dem Nachlass einer berühmten Fotografin, Landesbildstelle Hamburg[13]
- 1994: Fotografieren hieß teilnehmen. Fotografinnen der Weimarer Republik, Museum Folkwang, Essen[14]
- 1995: Bubikopf und Gretchenzopf. Die Frau der 20er Jahre, Museum für Kunst und Gewerbe Hamburg[15]
- 2012/13: Vienna’s Shooting Girls – Jüdische Fotografinnen aus Wien, Jüdisches Museum Wien[16][17]
- 2017: Madame d’Ora. Machen Sie mich schön!, Museum für Kunst und Gewerbe Hamburg[18][19][20]
- 2018: Madame d’Ora. Machen Sie mich schön! Leopold Museum, Wien[21]
- 2019/20: Der große Bruch: d’Oras Spätwerk, GrazMuseum, Graz[22]
- 2020: Madame d’Ora, Neue Galerie New York.
- 2022/23: Mining Photography. Zum ökologischen Fußabdruck der Bildproduktion, Museum für Kunst und Gewerbe Hamburg, Kunsthaus Wien, Gewerbemuseum Winterthur[23][24][25]
- 2023: La surface et la chair: Madame d'Ora, Vienne-Paris, 1907–1957, Pavillon Populaire de Montpellier.[26]
- 2023: Ausstellung Wiki Women – Wissen gemeinsam ergänzen, Museum für Kunst und Gewerbe Hamburg.[27]

## Auszeichnungen
Die Königlich Kaiserliche Photographische Gesellschaft nahm Madame d’Ora 1905 als erstes weibliches Mitglied auf.

## Gedenken

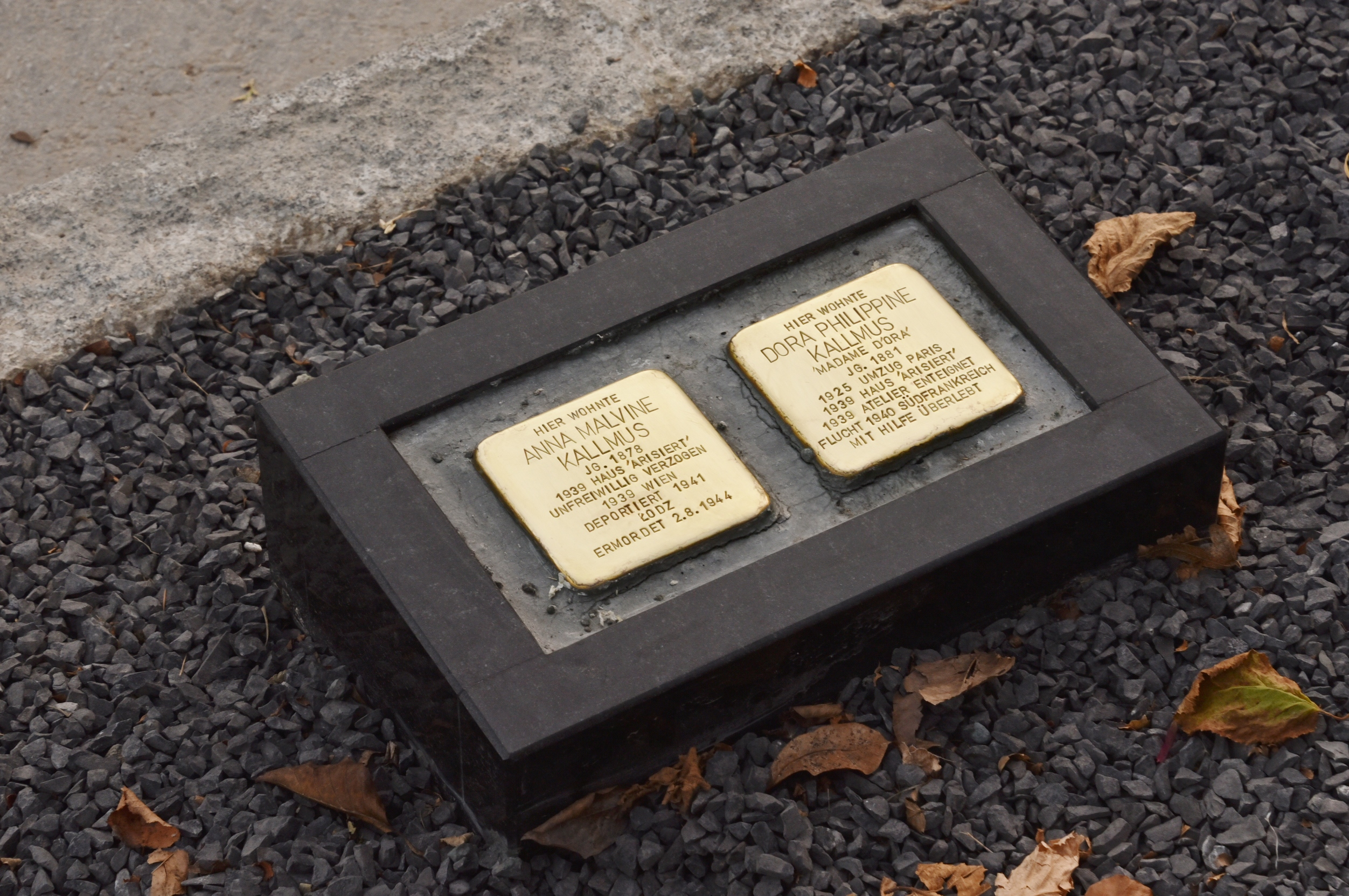
Stolpersteine in Frohnleiten

Am 21. Oktober 2020 wurden in Frohnleiten für sie und ihre ermordete Schwester Anna Stolpersteine verlegt.

## Veröffentlichung
- Madame D'Ora: Tagebücher aus dem Exil. hrsg. v. Eva Geber. Mandelbaum Verlag, Wien 2022, ISBN 978-3-85476-983-5.
- Madame d'Ora, Auszüge aus den Essays zur Fotografie und der Autobiographie (1942), In: Susanne Gramatzki, Renate Kroll (Hrsg.): Keine Bilder ohne Worte. Fotografinnen und Filmemacherinnen und ihre Texte. Berlin 2012, ISBN 978-3-932338-97-7, S. 43–55.